# 秦惠文王
秦惠文王（前356年—前311年），又稱秦惠王或秦惠文君，嬴姓，考古名駰，传世名駟，秦孝公之子，稱王前为伯爵，稱秦伯駰或秦伯駟。在位期間稱王，秦國稱王自嬴駟始，並重用樗里疾、張儀等人。
前325年，惠文王正式称王，隨後韓、趙、燕、中山和宋也都先後稱王，史稱五國相王；同年秦昭襄王生。前311年，惠文王薨，太子秦武王即位。

## 生平
嬴駰（駟）在身為太子時曾經犯法，因秦國商鞅變法，貴族犯法與庶民同罪，使得其太傅受到連坐之罰，公子虔受到劓刑，公孫賈受到黥刑。秦孝公二十四年（前338年），秦孝公去世，太子駰（駟）继位，是为秦惠文王。同年公子虔等告商鞅反，商鞅欲逃魏，魏國拒之，返，入商邑，反，攻郑（今陕西华县）。秦军攻商鞅，斩之于渑池，车裂其尸于咸阳，并灭其族。
惠文君元年（前337年），楚、韩、赵、蜀来朝。
惠文君二年（前336年），周天子来贺；
惠文君三年（前335年），惠文王举行冠礼。
惠文君四年（前334年），天子赐惠文王文武胙，齐、魏两国国君彭城相王。
惠文君五年（前333年），委任阴晋人公孫衍犀首为大良造。惠文君六年（前332年），魏割阴晋（今陕西华阴）与秦，秦更名为“宁秦”；
惠文君七年（前331年），公孫衍与魏战，虏其将龙贾，斩首八万。
惠文君八年（前330年），魏割河西地与秦，此地原属秦，战国初期为魏将吴起夺取。
惠文君九年（前329年），渡河，夺取汾阴、皮氏，与魏王會于应。同年围焦，夺占焦。
惠文君十年（前328年），张仪就任秦國宰相。同年，魏割上郡十五邑与秦；
惠文君十一年（前327年），设立义渠县（义渠本为戎人建立的国家），义渠君称臣；归还魏国的焦、曲沃（本为晋国重要都城，今山西曲沃）两地。
惠文君十二年（前326年），初次实行蜡祭（仿效东方列国）。
惠文君十三年（前325年），四月戊午（四月初四，儒略历3月9日），韩、魏两国相互承认各自为「王」，秦相张仪攻陕（今河南三门峡市陕州区），但把此地百姓交归魏国。
惠文王元年（前324年），称王，更为元年。
惠文王二年（前323年），張儀與齊、楚大臣在齧桑会聚；
惠文王三年（前322年），韩、魏太子来朝，张仪到魏国为相。
惠文王五年（前320年），王游至北河（戎人之地，位于黄河之北）。
惠文王七年（前318年），乐池担任秦国丞相，韩、赵、魏、燕、齐与匈奴的联军共同攻秦。秦使庶长嬴疾与联军在修鱼苦战，虏其将申差，败赵将公子渴、韩太子奂，斩首八万二千人，为修鱼之战。
惠文王八年（前317年），张仪复任秦国国相。
惠文王九年（前316年），司马错伐灭巴、蜀两国。《水經注》卷二十七引來敏《本蜀論》的記載惠文王用計滅古蜀：“秦惠王欲伐蜀而不知道，作五石牛，以金置尾下，言能屎金，蜀王負力，令五丁引之，成道。秦使張儀、司馬錯尋路滅蜀，因曰石牛道。”同年秦攻夺赵中都、西阳两地。
惠文王十年（前315年），韩太子苍到秦国当质子，秦国攻夺韩国的石章；同年败赵将泥；伐取义渠二十五城。
惠文王十一年（前314年），秦将樗里疾（秦孝公之子，惠文王之弟）攻取魏国焦，在韩岸门处击败韩军，斩首万人，韩将犀首（公孫衍）逃走。同年，封公子通到蜀地。同年燕王哙让国于其相子之，燕国大乱。
惠文王十二年（前313年），秦惠文王与梁王（即魏王）会于临晋；庶长嬴疾攻打赵国，俘虏赵将赵庄。同年张仪相楚。
惠文王十三年（前312年），庶长章攻楚国的丹阳（今湖北丹江口市），虏楚将屈丐，斩首八万；又攻夺楚国的汉中（今陕西汉中），取地六百里，设置汉中郡。楚国围韩国的雍氏，秦使庶长嬴疾助韩攻齐，到满助魏攻燕，是為濮上之战。
惠文王十四年（前311年），伐楚，取召陵。丹、犁臣服，蜀相陈壮杀蜀侯来降。同年，惠文王病逝，太子嬴蕩继位，是为秦武王。

## 家庭
- 王后及妃嫔，有史可查者两人
  - 惠文后
  - 芈八子
- 儿子
  - 公子通
  - 秦武王，母王后
  - 公子壮，秦昭襄王兄长
  - 公子雍，秦昭襄王兄长
  - 秦昭襄王（嬴稷），母芈八子
  - 公子恽（蜀侯恽）
  - 公子芾（高陵君），母芈八子
  - 公子悝（泾阳君），母芈八子

- - 学者马非百认为公子繇、公子池亦为惠文王庶子。

- 女儿，有史可查者一人
  - 燕易王后

## 影視作品

### 電視劇
| 年份 | 劇名               | 演員         |
| ---- | ------------------ | ------------ |
| 1997 | 《商鞅傳奇》       | 呂一丁       |
| 1999 | 《东周列国战国篇》 | 蔡明、周啓勳 |
| 2008 | 《大秦帝国之裂变》 | 劉乃藝       |
| 2012 | 《李冰传奇》       | 鮑國安       |
| 2012 | 《大秦帝国之纵横》 | 富大龍       |
| 2015 | 《芈月传》         | 方中信       |
| 2017 | 《大秦帝国之崛起》 | 富大龍       |
| 2017 | 《思美人》         | 羅嘉良       |